# Maria Koleva (réalisatrice)
Pour les articles homonymes, voir Maria Koleva et Kolev.
Maria Koleva, née le 2 octobre 1940 à Sofia et morte le 9 mai 2025 à Paris, fille de Miladin Kolev et de Nedialka Karalieva, est une réalisatrice indépendante et écrivaine française d’origine bulgare.

## Biographie
Ingénieur chimiste de formation, Maria Koleva s'installe à Paris au Quartier latin au début des années 1970, où elle entreprend une carrière de cinéaste indépendante et d'auteur dramatique.
Son film L'État de bonheur... permanent (1981), premier film-livre, journal-fresque d'environ quatre heures, connaît une sortie commerciale, après avoir reçu le Grand prix au Festival de Belfort — première manière, avant l'arrivée de Janine Bazin — (1981), et attire l'attention sur son auteur. Constitué de morceaux hétéroclites (souvenirs d'enfance en Bulgarie à l'aube du communisme, interview d'une sœur ayant perdu ses repères, hyper-subjectivité revendiquée, coups de projecteurs sur l'actualité : références à Rudi Dutschke et Pierre Goldman assassinés), ce film se veut un document sur son époque. Après cet essai tourné en 16 millimètres, diffusé en salles, elle sort en 1983 les sept premières leçons des douze leçons de théâtre d'Antoine Vitez, et La Voiture, une de ses pièces filmée. 
Durant les années qui suivent, elle prépare ses futurs films de fiction, en formant des amateurs pour y jouer, et elle présente les Films vivants, joués devant les spectateurs, chez elle, dans le futur Cinoche Vidéo.  
En 1989, elle fait une grève de la faim de quarante jours pour que la télévision française accepte les films français qui ne sont pas produits par elle, pour les diffuser. Cette grève de la faim tend aussi à sensibiliser journalistes et autorités de tutelle sur le cas des cinéastes indépendants. On pourra se référer à son livre-journal de bord, Enfin, rompue la chaîne de la mort… aux éditions L'Harmattan.
Pour briser les lois de la diffusion, elle projette, depuis 1991, ses films chez elle, boulevard Saint-Michel, dans un lieu qu'elle nomme Cinoche Vidéo.
À partir de cette date, elle tourne surtout en vidéo numérique. Les sujets de ses films sont variés, mais ils sont presque tous ouvertement politiques ou, du moins, citoyens. L'Internationale des fonctionnaires, Avignon 2024, les Petits contre les Grands, film de fiction, 5 heures, touche profondément les problèmes de contagion virale et la responsabilité humaine, en incluant les médias. En 2007, elle réalise et produit Les Bogomiles ou les Aimés de Dieu, comme disaient les gens, film de fiction documentaire, 5 heures, exact (130 points ont été vérifiés par deux académiciens), sur le mouvement spirituel et économique, parti de la Bulgarie à partir du IXe siècle et qui, au XIIe siècle, a eu son apogée chez les Cathares, dans le Sud de la France. Les communes paysannes au XIIe siècle des Bogomiles et des Cathares ont réalisé la Fraternité universelle en Europe, à la base de Liberté-Égalité-Fraternité (repris plus tard par la Révolution française de 1789).
Depuis 2000, elle filme manifestations, mouvements sociaux, et philosophes d'avant-garde, « tous unis pour réussir les communes paysannes du douzième siècle avec la technologie d'aujourd'hui la plus adaptée à servir l'être humain » (Maria Koleva). Elle participe assidûment au mouvement des Gilets jaunes à Paris.
Maria veille au grain, à ce que les programmes de ses séances apparaissent clairement, et en détail, toutes les semaines, dans le Pariscope et L'Officiel des spectacles : une forme de résistance exemplaire au système. Très proche d'Antoine Vitez à ses débuts, elle lui a consacré les Douze leçons de théâtre d'Antoine Vitez et Paroles tues ou Aimer à Paris en étrangère, l'échange de leur correspondance et la théorie de la mise en scène d'avant-garde. Elle a réalisé, à ce jour, des centaines d'œuvres cinématographiques et quelques œuvres littéraires, comme Pratiquons nos idées, Sonata Bio-quanta ou Faust musicien, Ophélie fait la grève de la faim avec docteur X en arrière-plan, Cinéma de luxe, cinéma de m..., etc.

## Filmographie sélective
- 2016 : Grève offensive à la gare SNCF de Paris Austerlitz
- 2015 : Faut-il faire sauter Bruxelles?, réunion-débat avec François Ruffin et Emmanuel Todd
- 2014 : Seul dans Berlin ?, film d'après Hans Fallada[8]
- 2011 : Séminaire Marx au XXIe siècle, organisé par Jean Salem
- 2011 : Le Fétichisme dans “Le Capital” de Karl Marx et le capital
- 2011 : Marxisme et philosophie du langage
- 2011 : Heidegger face à Lukács, quelle ontologie ?
- 2010 : Jean-Paul Lambert sur l'abolition du profit monétaire et de la monnaie
- 2009 : Michel, objecteur de croissance, cherche du travail et fait l'éloge de la démotivation à Notre-Dame-des-Landes
- 2009 : Toute la vérité sur la Guerre d'Espagne, soirée Retirada avec 3 générations de républicains
- 2008 : Saga électorale dans le XIe arrondissement de Paris au marché de la Bastille, pour les élections municipales
- 2008 : La Batailleuse, ferme pédagogique pour petits et grands
- 2008 : Christian Sunt présente doctement le mouvement politique des objecteurs de croissance
- 2007 : Pour une autre approche cinématographique
- 2007 : Les Bogomiles ou les Aimés de Dieu, comme disaient les gens – les Cathares, 3 parties
- 2006 : L'Internationale des fonctionnaires, 2 parties
- 2002 : Écrivains, artistes, soyez les kamikazes de la culture (court-métrage documentaire en vidéo)
- 2002 : Le cinéma Le Denfert donne carte blanche à Raphaël Bassan (court-métrage documentaire en vidéo)
- 1993 : Isabelle et les 27 voleurs
- 1991 : John, le dernier ouvrier sur terre, l'an 2024
- 1991 : Paroles tues ou Aimer en étrangère à Paris
- 1986 : Lettre à l'ami suisse numéro 7
- 1983 : La Voiture
- 1983 : Fragments pour un discours théâtral : Vitez, le conservatoire
- 1982 : L'État de bonheur... permanent (documentaire)
- 1978 : Le Barbouillé ou la Mort gaie
- 1978 : Cinq leçons de théâtre d'Antoine Vitez
- 1976 : Antoine Vitez s'amuse avec Claudel et Brecht
- 1974 : La Fête aujourd'hui, la Fête demain (documentaire politique)
- 1974 : L'Enfant aux yeux morts (court-métrage)

## Publications
- 1991: Enfin, rompue la chaîne de la mort… : première grève de la faim au monde pour une autre télévision, journal de bord…, Paris, L'Harmattan.
- 1995: Les Bogomiles, ou les Aimés de Dieu: comme disaient les gens.
- 2000: Pratiquons nos idées, Paris, L'Harmattan.
- 2004: Ophélie fait la grève de la faim avec docteur X en arrière-plan: une pièce ordinaire sur des choses extraordinaires, Paris, L'Harmattan.
- 2010: Sonata bio-quanta ou Faust musicien: Une pièce interdisciplinaire, Paris, L'Harmattan.
- 2013: Dire le passé, avant et après la Seconde guerre mondiale, pour apprendre à agir, aujourd'hui, ici et ailleurs, textes de Miladin Kolev (1915-1989), présentés par sa fille, Maria Koleva, Paris, L'Harmattan[9].
- 2016: La journaliste en lutte : ses notes constructives sur ses actions de l'intérieur en Bulgarie de 1944 à 1958 pour réussir avec le peuple l'avenir de la démocratie populaire, faites comme elle ici et ailleurs!, textes de Nedialka Karalieva, présentés par sa fille, Maria Koleva, Paris, L'Harmattan[10],[11].